# فيلي سيمونز
فيلي سيمونز (بالإنجليزية: Willie Simmons)‏ هو لاعب كرة قدم أمريكية أمريكي، ولد في 12 أكتوبر 1980 في تالاهاسي في الولايات المتحدة.